# Dhira Chaliha
Dhira Chaliha (nascido em 1940) foi a primeira mulher piloto em Assam, realizando seu primeiro voo em 1961, com apenas 21 anos de idade. Hoje, ela ajuda a inspirar jovens mulheres no nordeste da Índia, um modelo para as mulheres para alcançar seus sonhos, não importando as probabilidades.